# Серапион Антиохијски
Серапион Антиохијски је био рани хришћански писац осми епископ, односно патријарх Антиохије у периоду 191—211. године.
Познат је по низу писама које је цитирао Еузебије из Цезареје, а која сведоче о његовој борби против разних јереси као што је маркионизам и гностицизам. Еузебије је познавао три његове посланице. Из треће посланице, коју је Серапион послао црквеној општини у Росос у Киликији, он је цитирао један одломак, где је Серапион изразио опомену да се не чита Јеванђеље по Петру, будући да није аутентично Петрово и будући да садржи у себи докетске науке.
Познато је да је рукоположио Пантена за епископа Едесе.